# III liga polska w piłce nożnej (2015/2016)/Grupa I (pomorsko-zachodniopomorska)
III liga, grupa pomorsko-zachodniopomorska, sezon 2015/2016 – 8. edycja rozgrywek czwartego poziomu ligowego piłki nożnej mężczyzn w Polsce po reorganizacji lig w 2008 roku. Brało w niej udział 16 drużyn z województwa pomorskiego i województwa zachodniopomorskiego. Najlepsza drużyna zagrała o baraże do II ligi. Ostatnich 9 drużyn spadło odpowiednio do grup: pomorskiej i zachodniopomorskiej IV ligi. Opiekunem ligi był Zachodniopomorski Związek Piłki Nożnej.
Sezon ligowy rozpoczął się 15 sierpnia 2015 roku, a ostatnie mecze rozegrane zostały 4 czerwca 2016 roku.
Od sezonu 2016/2017 przewidziana jest reforma III ligi, gdzie w 4 grupach będzie grało po 16 zespołów.

## Zasady rozgrywek
Zmagania w lidze toczyły się systemem kołowym w dwóch rundach – jesiennej i wiosennej. Drużyny, które zajęły 1 miejsca w tabeli każdej z grup III ligi wzięły udział w meczach barażowych o awans do rozgrywek II ligi (do II ligi awans uzyskają 4 drużyny). Drużyny, które zajęły 8 lub niższe miejsce w tabeli każdej z grup III ligi spadły do IV ligi. Liczba drużyn spadających do IV ligi mogła ulec zwiększeniu w zależności od przynależności terytorialnej klubów spadających z II ligi. Awans do rozgrywek każdej z grup III ligi w sezonie 2016/2017 uzyskały 4 zespoły IV ligi – mistrzowie rozgrywek IV ligi z poszczególnych ZPN.
Drużyna, która zrezygnowała z uczestnictwa w rozgrywkach, degradowana została o 2 klasy rozgrywkowe i przenoszona na ostatnie miejsce w tabeli (jeśli rozegrała przynajmniej 50% spotkań sezonu; wtedy mecze nierozegrane weryfikowane są jako walkowery 0:3 na niekorzyść drużyny wycofanej) lub jej wyniki zostają anulowane. Z rozgrywek eliminowana – i również degradowana o 2 klasy rozgrywkowe – była drużyna, która nie rozegrała z własnej winy 3 spotkań sezonu.
Kolejność w tabeli ustalano według liczby zdobytych punktów. W przypadku uzyskania równej ilości punktów przez dwie drużyny, o zajętym miejscu decydują:
a) liczba zdobytych punktów w spotkaniach bezpośrednich,
b) korzystniejsza różnica między zdobytymi i utraconymi bramkami w spotkaniach bezpośrednich,
c) przy uwzględnieniu reguły UEFA, że bramki strzelone na wyjeździe liczone są podwójnie, korzystniejsza różnica między zdobytymi i utraconymi bramkami w spotkaniach bezpośrednich,
d) korzystniejsza różnica bramek we wszystkich spotkaniach z całego cyklu rozgrywek,
e) większa liczba bramek zdobytych we wszystkich spotkaniach z całego cyklu.
| Uczestnicy sezonu 2014/2015 | Uczestnicy sezonu 2014/2015 | Uczestnicy sezonu 2014/2015 | Uczestnicy sezonu 2014/2015 |
| --------------------------- | --------------------------- | --------------------------- | --------------------------- |
| LG2                         | Lechia II Gdańsk            | 2                           |                             |
| GWK                         | Gwardia Koszalin            | 3                           |                             |
| KAS                         | Kaszubia Kościerzyna        | 4                           |                             |
| CHP                         | Chemik Police               | 5                           |                             |
| DDP                         | Drawa Drawsko Pomorskie     | 6                           |                             |
| BAŁ                         | Bałtyk Gdynia               | 7                           |                             |
| CAR                         | Cartusia Kartuzy            | 8                           |                             |
| PRZ                         | GKS Przodkowo               | 9                           |                             |
| PO2                         | Pogoń II Szczecin           | 10                          |                             |
| AR2                         | Arka II Gdynia              | 11                          |                             |
| CHW                         | KS Chwaszczyno              | 12                          |                             |
| BAK                         | Bałtyk Koszalin             | 13                          |                             |

| Awans z IV ligi 2014/2015 | Awans z IV ligi 2014/2015 | Awans z IV ligi 2014/2015 | Awans z IV ligi 2014/2015 |
| ------------------------- | ------------------------- | ------------------------- | ------------------------- |
| grupa zachodniopomorska   |                           |                           |                           |
| ŚWS                       | Świt Szczecin             | 1                         |                           |
| WOL                       | Vineta Wolin              | 2                         |                           |
| grupa pomorska            |                           |                           |                           |
| GRS                       | Gryf Słupsk               | 1                         |                           |
| PEL                       | Wierzyca Pelplin          | 2                         |                           |

Objaśnienia:

### Tabela
| Lp. | Drużyna                     | M  | Z  | R | P  | Bramki | Bramki | Różn. | Pkt | Uwagi             | Bezpośrednio |
| --- | --------------------------- | -- | -- | - | -- | ------ | ------ | ----- | --- | ----------------- | ------------ |
| 1   | Vineta Wolin                | 30 | 21 | 7 | 2  | 71     | 21     | +50   | 70  | Baraże o II ligę  |              |
| 2   | GKS Przodkowo               | 30 | 22 | 3 | 5  | 69     | 25     | +44   | 69  |                   |              |
| 3   | Bałtyk Gdynia               | 30 | 19 | 6 | 5  | 52     | 20     | +32   | 63  |                   |              |
| 4   | Świt Szczecin               | 30 | 17 | 5 | 8  | 48     | 40     | +8    | 56  |                   |              |
| 5   | KS Chwaszczyno              | 30 | 14 | 7 | 9  | 55     | 47     | +8    | 49  |                   |              |
| 6   | Pogoń II Szczecin           | 30 | 14 | 3 | 13 | 44     | 40     | +4    | 45  |                   |              |
| 7   | Gwardia Koszalin            | 30 | 13 | 6 | 11 | 42     | 36     | +6    | 45  |                   |              |
| 8   | Drawa Drawsko Pomorskie (S) | 30 | 13 | 6 | 11 | 45     | 43     | +2    | 45  | Spadek do IV ligi |              |
| 9   | Lechia II Gdańsk (S)        | 30 | 13 | 5 | 12 | 38     | 32     | +6    | 44  | Spadek do IV ligi |              |
| 10  | Kaszubia Kościerzyna (S)    | 30 | 10 | 6 | 14 | 41     | 48     | −7    | 36  | Spadek do IV ligi |              |
| 11  | Arka II Gdynia (S)          | 30 | 8  | 8 | 14 | 48     | 52     | −4    | 32  | Spadek do IV ligi |              |
| 12  | Cartusia Kartuzy (S)        | 30 | 9  | 4 | 17 | 31     | 49     | −18   | 31  | Spadek do IV ligi |              |
| 13  | Wierzyca Pelplin (S)        | 30 | 8  | 7 | 15 | 34     | 52     | −18   | 31  | Spadek do IV ligi |              |
| 14  | Gryf Słupsk (S)             | 30 | 6  | 5 | 19 | 28     | 60     | −32   | 23  | Spadek do IV ligi |              |
| 15  | Bałtyk Koszalin (S)         | 30 | 5  | 4 | 21 | 21     | 60     | −39   | 19  | Spadek do IV ligi |              |
| 16  | Chemik Police1 (S)          | 30 | 6  | 2 | 22 | 19     | 61     | −42   | 20  | Drużyna wycofana  |              |

### Wyniki
| Gospodarz \ Gość        | AR2 | BAŁ   | BAK   | CAR   | CHP   | DDP   | PRZ | GWK | GRS | KAS | CHW   | LG2   | PO2   | ŚWS | PEL   | WOL   |
| Arka II Gdynia          |     | 2:2   | 8:0   | 1:0   | 3:0wo | 2:2   | 2:0 | 0:3 | 4:0 | 2:4 | 1:2   | 1:2   | 0:0   | 2:2 | 1:1   | 1:3   |
| Bałtyk Gdynia           | 2:1 |       | 1:0   | 2:0   | 0:0   | 2:0   | 2:1 | 0:0 | 2:0 | 1:1 | 5:0   | 3:0   | 3:1   | 5:0 | 1:0   | 2:2   |
| Bałtyk Koszalin         | 1:1 | 2:1   |       | 2:5   | 0:1   | 0:1   | 0:2 | 0:0 | 2:4 | 0:1 | 1:0   | 1:1   | 0:1   | 1:3 | 0:1   | 0:6   |
| Cartusia Kartuzy        | 0:2 | 0:1   | 1:0   |       | 1:3   | 1:5   | 0:1 | 2:1 | 1:0 | 2:2 | 1:1   | 1:0   | 0:3   | 1:2 | 1:1   | 1:3   |
| Chemik Police           | 3:0 | 0:3wo | 0:3wo | 0:3wo |       | 0:1   | 0:2 | 2:1 | 2:0 | 1:1 | 0:3wo | 0:2   | 0:3wo | 0:1 | 0:3wo | 0:3wo |
| Drawa Drawsko Pomorskie | 3:3 | 1:2   | 2:0   | 3:1   | 3:0wo |       | 0:0 | 2:0 | 1:0 | 1:0 | 2:1   | 1:1   | 1:3   | 0:2 | 2:1   | 2:2   |
| GKS Przodkowo           | 3:1 | 1:0   | 7:2   | 2:1   | 3:0wo | 5:3   |     | 3:2 | 5:1 | 3:1 | 3:3   | 2:0   | 1:0   | 2:0 | 3:0   | 0:0   |
| Gwardia Koszalin        | 2:2 | 2:3   | 1:0   | 3:0   | 3:0wo | 2:0   | 0:3 |     | 1:2 | 4:1 | 1:0   | 1:0   | 1:0   | 0:0 | 2:0   | 0:0   |
| Gryf Słupsk             | 2:1 | 0:0   | 0:1   | 2:1   | 3:0wo | 0:1   | 0:1 | 1:1 |     | 0:2 | 2:3   | 0:1   | 1:3   | 1:2 | 2:1   | 0:0   |
| Kaszubia Kościerzyna    | 3:1 | 0:2   | 2:0   | 1:3   | 3:0wo | 1:1   | 1:2 | 2:0 | 4:0 |     | 1:2   | 0:1   | 2:1   | 1:2 | 1:1   | 1:3   |
| KS Chwaszczyno          | 2:1 | 2:2   | 3:2   | 1:1   | 1:3   | 1:0   | 1:0 | 5:1 | 2:2 | 3:2 |       | 0:0   | 5:1   | 1:2 | 2:1   | 3:7   |
| Lechia II Gdańsk        | 3:0 | 0:1   | 0:0   | 0:2   | 3:1   | 0:3wo | 0:3 | 1:0 | 4:0 | 3:0 | 1:0   |       | 3:0   | 1:1 | 5:1   | 0:2   |
| Pogoń II Szczecin       | 1:2 | 0:1   | 2:1   | 2:0   | 2:1   | 4:2   | 3:1 | 2:0 | 1:1 | 1:2 | 2:1   | 2:1   |       | 2:3 | 1:1   | 0:1   |
| Świt Szczecin           | 2:3 | 2:1   | 3:0   | 2:0   | 3:0wo | 1:0   | 0:2 | 0:2 | 6:3 | 0:0 | 0:4   | 1:4   | 0:1   |     | 2:1   | 0:0   |
| Wierzyca Pelplin        | 1:0 | 0:2   | 1:2   | 0:1   | 3:2   | 3:1   | 1:8 | 2:2 | 2:1 | 0:1 | 1:1   | 2:1   | 2:1   | 1:3 |       | 1:2   |
| Vineta Wolin            | 3:0 | 1:0   | 1:0   | 3:0   | 1:0   | 5:1   | 1:0 | 3:2 | 5:0 | 5:0 | 1:2   | 3:0wo | 3:1   | 1:3 | 1:1   |       |

Źródło: 90minut.pl (pol.)
Objaśnienia:
1Drużyna gospodarzy jest wymieniona po lewej stronie tabeli.
Kolory: zielony – zwycięstwo gospodarzy, żółty – remis, różowy – zwycięstwo gości.
Kwalifikacja do baraży o II ligę: Vineta Wolin
Spadek do IV ligi: Drawa Drawsko Pomorskie, Lechia II Gdańsk, Kaszubia Kościerzyna, Arka II Gdynia, Cartusia Kartuzy, Wierzyca Pelplin, Gryf Słupsk, Bałtyk Koszalin, Chemik Police

## Baraże o II ligę
Losowania par dokonano 15 października 2015.
| 11 czerwca 2016 15:00 | Vineta Wolin | 0:2(0:0)Raport | Odra Opole · 80' W. Gancarczyk · 86' Wolny | Stadion Miejski, Wolin Widzów: 800 Sędzia: Piotr Idzik (Poznań) |
|                       |              |                |                                            |                                                                 |

| 15 czerwca 2016 16:00 | Odra Opole · M. Gancarczyk 5' | 1:1(1:0)Raport | Vineta Wolin · 62' Jeż | Miejski Stadion „ODRA”, Opole Sędzia: Tomasz Wajda (Żywiec) |
|                       |                               |                |                        |                                                             |

Wynik dwumeczu – 3:1 dla Odry.
Awans do II ligi na sezon 2016/2017 uzyskała: Odra Opole.